# Erycibe expansa
Erycibe expansa är en vindeväxtart som beskrevs av Wallich och George Don jr. Erycibe expansa ingår i släktet Erycibe och familjen vindeväxter. Inga underarter finns listade i Catalogue of Life.